# 土屋実紀
土屋 実紀（つちや みき、4月4日 - ）は、日本の女性歌手、声優。東京都新宿区出身。血液型AB型、身長156cm。

## 人物
かつては青二塾本科18期卒業→青二プロダクション→ぷろだくしょんバオバブ→コトリボイス(業務提携)に属していた。
原体験はオペラに始まり、宝塚、ロックと変遷し、多岐に渡る。オペラに感動して、マネして歌ってみたところ、ベルカントの発声がある程度出来てしまった。
アニメファンに広く認知されたのは、アニメ『マーメイドメロディーぴちぴちピッチ』のブラックビューティーシスターズのシスターシェシェ役でレギュラー出演するようになってからである。
現在の仕事の大半は歌う事が中心。
2007年2月11日に下屋則子・石塚さより・小島めぐみとバンド「Cri☆siS」（クライシス）を結成（土屋はボーカル担当）。2007年8月18日に新宿FACEでお披露目、2008年2月2日に秋葉原CLUB GOODMANでデビューライブを行った。
2024年8月31日コトリボイス解散に伴い業務提携を解消となった。

## 出演作品

### テレビアニメ
- 犬夜叉（2001年、村の女）
- 炎の蜃気楼（2002年、女性）
- THE ビッグオー second season（2003年、市民）
- マーメイドメロディーぴちぴちピッチ（2003年 - 2004年、シェシェ、リナの乳母）- 2シリーズ
- 成恵の世界（2003年、生徒）

### 劇場アニメ
- 劇場版 ターンAガンダムI 地球光（クルー）
- 劇場版 ターンAガンダムII 月光蝶（クルー）
- #セカイが滅びる前にキミに会いたい（2021年）[3]

### ゲーム
- ゲッターロボ大決戦!（PlayStation、椿）
- センチメンタルグラフティ2（ドリームキャスト、真奈美の母、少年）
- 太鼓の達人 とびっきり！アニメスペシャル（PlayStation 2、『未来への鍵』歌唱）
- ナコルル〜あのひとからのおくりもの〜（パソコンゲーム、ドリームキャスト、羅将神ミヅキ）
- 虹色ドッジボール乙女達の青春（PlayStation、堂本音苑）
- Hi☆Paiパラダイス（アーケードゲーム、新スーパーリアル麻雀シリーズ 橘美和）
- Hi☆Paiパラダイス2温泉に行こうよ（アーケードゲーム、新スーパーリアル麻雀シリーズ 橘美和）
- マーメイドメロディーぴちぴちピッチ〜ぴちぴちっとライブスタート!〜（ゲームボーイアドバンス、シェシェ）
- 雷子（周瑜）
- リトルタウンヒーロー（英語版）（2019年、ピッケル）

### パチンコ
- CR春夏秋冬そよか、そよたん

## ディスコグラフィ
- 「ウクレレ番外地」 - ウクレレえいじ1stソロアルバム「おこめマイム」「Ｈｅｙ！ケーシー」コーラス
- 吸ってもいいじゃない(森村宇宙雄とトリプルゾンビーズ) - 清水崇監督『幽霊VS宇宙人　略奪愛』サウンドトラック
- 株トレーダー瞬オリジナル・サウンドトラック（I'll BE THERE）
- HoneyComingオリジナルサウンドトラック＆キャラクターソングアルバム（PCゲームにはない土屋実紀版ED「帰り道」フルサイズ収録）
- FairlyLifeオリジナルサウンドトラック(ソラ)
- ロックマン9アレンジサウンドトラック（光る明日へ）
- ロックマンゼクスサウンドトラック ゼクスチューンズ/III　スキャット歌唱（Wonder Panorama、Misty Rain）
- THE IDOLM@STER MASTERPIECE05（コーラスパート）
- THE IDOLM@STER MASTERPIECE04（コーラスパート）
- THE IDOLM@STER MASTERWORK02 relations(M@STER VERSION)（コーラスパート）
- CMの達人 小林亜星とアストロミュージック 傑作CM音楽集（小岩井乳業 ちょっと濃いわい 99年度企業CMソング篇 ）
- 太鼓の達人 とびっきり!アニメスペシャル 大熱唱!歌祭り（未来への鍵）
- マーメイドメロディぴちぴちピッチ ボーカルコレクション ジュエルBOX1（黒の協奏曲〜concerto〜）
- マーメイドメロディぴちぴちピッチピュア ボーカルコレクション ピュアBOX1（闇のBAROQUE-バロック-）
- マーメイドメロディぴちぴちピッチピュア 暗黒の翼（悪キャラ挿入歌集、闇のBAROQUE-バロック-シェシェ）